# 羅盤座ε
羅盤座ε，又名CD-29 7194，HD 78922、SAO 200047、HR 3644，是羅盤座的一颗恒星，视星等为5.59，位于銀經256.42，銀緯11.88，其B1900.0坐标为赤經9h 5m 42.1s，赤緯-29° 11.88′ 26″。